# ICD-10 第7章:眼および付属器の疾患
本項は、『疾病及び関連保健問題の国際統計分類』第10版（ICD-10）の「第7章:眼および付属器の疾患」の一覧である。

## H00-H59 - 眼及び付属器の疾患

### (H00-H06)　眼瞼，涙器及び眼窩の障害
- H00　麦粒腫及びさん<霰>粒腫
  - H00.0　麦粒腫及びその他の眼瞼深部の炎症
  - H00.1　さん<霰>粒腫
- H01　眼瞼のその他の炎症
  - H01.0　眼瞼炎
  - H01.1　眼瞼の非感染性皮膚症
  - H01.8　眼瞼のその他の明示された炎症
  - H01.9　眼瞼の炎症，詳細不明
- H02　眼瞼のその他の障害
  - H02.0　眼瞼内反(症)及び(眼瞼)睫毛乱生(症)
  - H02.1　眼瞼外反(症)
  - H02.2　兎眼
  - H02.3　眼瞼皮膚し<弛>緩症
  - H02.4　眼瞼下垂
  - H02.5　眼瞼機能のその他の障害
  - H02.6　眼瞼偏平黄色腫<黄色板症>
  - H02.7　眼瞼及び眼周囲のその他の変性障害
  - H02.8　眼瞼のその他の明示された障害
  - H02.9　眼瞼の障害，詳細不明
- H03　他に分類される疾患における眼瞼の障害
  - H03.0　他に分類される疾患における眼瞼の寄生虫症
  - H03.1　他に分類されるその他の感染症における眼瞼の障害
  - H03.8　他に分類されるその他の疾患における眼瞼の障害
- H04　涙器の障害
  - H04.0　涙腺炎
  - H04.1　涙腺のその他の障害
  - H04.2　流涙
  - H04.3　涙道の急性及び詳細不明の炎症
  - H04.4　涙道の慢性炎症
  - H04.5　涙道の狭窄及び不全
  - H04.6　涙道におけるその他の変化
  - H04.8　涙器のその他の障害
  - H04.9　涙器の障害，詳細不明
- H05　眼窩の障害
  - H05.0　眼窩の急性炎症
  - H05.1　眼窩の慢性炎症性障害
  - H05.2　眼球突出
  - H05.3　眼窩の変形
  - H05.4　眼球陥入<陥凹>
  - H05.5　眼窩の穿通創後の異物残留(陳旧性)
  - H05.8　眼窩のその他の障害
  - H05.9　眼窩の障害，詳細不明
- H06　他に分類される疾患における涙器及び眼窩の障害
  - H06.0　他に分類される疾患における涙器の障害
  - H06.1　他に分類される疾患における眼窩の寄生虫症
  - H06.2　甲状腺機能異常性眼球突出(症)
  - H06.3　他に分類される疾患における眼窩のその他の障害

### (H10-H13)　結膜の障害
- H10　結膜炎
  - H10.0　粘液膿性結膜炎
  - H10.1　急性アトピー性結膜炎
  - H10.2　その他の急性結膜炎
  - H10.3　急性結膜炎，詳細不明
  - H10.4　慢性結膜炎
  - H10.5　眼瞼結膜炎
  - H10.8　その他の結膜炎
  - H10.9　結膜炎，詳細不明
- H11　結膜のその他の障害
  - H11.0　翼状片
  - H11.1　結膜変性及び沈着症
  - H11.2　結膜瘢痕
  - H11.3　結膜出血
  - H11.4　その他の結膜の血管障害及びのう<嚢>胞
  - H11.8　結膜のその他の明示された障害
  - H11.9　結膜の障害，詳細不明
- H13　他に分類される疾患における結膜の障害
  - H13.0　結膜のフィラリア症<糸状虫症>
  - H13.1　他に分類される感染症及び寄生虫症における結膜炎
  - H13.2　他に分類されるその他の疾患における結膜炎
  - H13.3　眼性類天疱瘡
  - H13.8　他に分類される疾患における結膜のその他の障害

### (H15-H22)　強膜，角膜，虹彩及び毛様体の障害
- H15　強膜の障害
  - H15.0　強膜炎
  - H15.1　上強膜炎
  - H15.8　強膜のその他の障害
  - H15.9　強膜の障害，詳細不明
- H16　角膜炎
  - H16.0　角膜潰瘍
  - H16.1　その他の表層角膜炎，結膜炎を伴わないもの
  - H16.2　角結膜炎
  - H16.3　実質性及び深層角膜炎
  - H16.4　角膜血管新生
  - H16.8　その他の角膜炎
  - H16.9　角膜炎，詳細不明
- H17　角膜瘢痕及び混濁
  - H17.0　癒着白斑
  - H17.1　その他の角膜中心混濁
  - H17.8　その他の角膜瘢痕及び混濁
  - H17.9　角膜瘢痕及び混濁，詳細不明
- H18　角膜のその他の障害
  - H18.0　角膜着色及び色素沈着
  - H18.1　水疱性角膜症
  - H18.2　その他の角膜浮腫
  - H18.3　角膜の膜様変化
  - H18.4　角膜変性
  - H18.5　遺伝性角膜ジストロフィ
  - H18.6　円錐角膜
  - H18.7　その他の角膜変形
  - H18.8　角膜のその他の明示された障害
  - H18.9　角膜の障害，詳細不明
- H19　他に分類される疾患における強膜及び角膜の障害
  - H19.0　他に分類される疾患における強膜炎及び上強膜炎
  - H19.1　ヘルペスウイルス(性)角膜炎及び角結膜炎
  - H19.2　他に分類されるその他の感染症及び寄生虫症における角膜炎及び角結膜炎
  - H19.3　他に分類されるその他の疾患における角膜炎及び角結膜炎
  - H19.8　他に分類される疾患における強膜及び角膜のその他の障害
- H20　虹彩毛様体炎
  - H20.0　急性及び亜急性虹彩毛様体炎
  - H20.1　慢性虹彩毛様体炎
  - H20.2　水晶体原性虹彩毛様体炎
  - H20.8　その他の虹彩毛様体炎
  - H20.9　虹彩毛様体炎，詳細不明
- H21　虹彩及び毛様体のその他の障害
  - H21.0　前房出血
  - H21.1　虹彩及び毛様体のその他の血管障害
  - H21.2　虹彩及び毛様体の変性
  - H21.3　虹彩，毛様体及び前房ののう<嚢>胞
  - H21.4　瞳孔膜
  - H21.5　虹彩及び毛様体のその他の癒着及び破壊
  - H21.8　虹彩及び毛様体のその他の明示された障害
  - H21.9　虹彩及び毛様体の障害，詳細不明
- H22　他に分類される疾患における虹彩及び毛様体の障害
  - H22.0　他に分類される感染症及び寄生虫症における虹彩毛様体炎
  - H22.1　他に分類されるその他の疾患における虹彩毛様体炎
  - H22.8　他に分類される疾患における虹彩及び毛様体のその他の障害

### (H25-H28)　水晶体の障害
- H25　老人性白内障
  - H25.0　老人性初発白内障
  - H25.1　老人性核白内障
  - H25.2　老人性白内障，モルガニ型
  - H25.8　その他の老人性白内障
  - H25.9　老人性白内障，詳細不明
- H26　その他の白内障
  - H26.0　乳児，若年及び初老期白内障
  - H26.1　外傷性白内障
  - H26.2　併発白内障
  - H26.3　薬物誘発性白内障
  - H26.4　後発白内障
  - H26.8　その他の明示された白内障
  - H26.9　白内障，詳細不明
- H27　水晶体のその他の障害
  - H27.0　無水晶体(眼)
  - H27.1　水晶体偏位
  - H27.8　水晶体のその他の明示された障害
  - H27.9　水晶体の障害，詳細不明
- H28　他に分類される疾患における白内障及び水晶体のその他の障害
  - H28.0　 糖尿病(性)白内障
  - H28.1　その他の内分泌，栄養及び代謝疾患における白内障
  - H28.2　他に分類されるその他の疾患における白内障
  - H28.8　他に分類される疾患における水晶体のその他の障害

### (H30-H36)　脈絡膜及び網膜の障害
- H30　網脈絡膜の炎症
  - H30.0　網脈絡膜の局在性炎症
  - H30.1　網脈絡膜の散在性炎症
  - H30.2　後部毛様体炎
  - H30.8　その他の網脈絡膜の炎症
  - H30.9　網脈絡膜の炎症，詳細不明
- H31　脈絡膜のその他の障害
  - H31.0　網脈絡膜瘢痕
  - H31.1　脈絡膜変性
  - H31.2　遺伝性脈絡膜ジストロフィ
  - H31.3　脈絡膜の出血及び破裂<断裂>
  - H31.4　脈絡膜剥離
  - H31.8　脈絡膜のその他の明示された障害
  - H31.9　脈絡膜の障害，詳細不明
- H32　他に分類される疾患における網脈絡膜の障害
  - H32.0　他に分類される感染症及び寄生虫症における網脈絡膜の炎症
  - H32.8　他に分類される疾患におけるその他の網脈絡膜の障害
- H33　網膜剥離及び裂孔
  - H33.0　網膜剥離，網膜裂孔を伴うもの
  - H33.1　網膜分離症及び網膜のう<嚢>胞
  - H33.2　漿液性網膜剥離
  - H33.3　網膜裂孔，剥離を伴わないもの
  - H33.4　牽引性網膜剥離
  - H33.5　その他の網膜剥離
- H34　網膜血管閉塞症
  - H34.0　一過性網膜動脈閉塞症
  - H34.1　網膜中心動脈閉塞症
  - H34.2　その他の網膜動脈閉塞症
  - H34.8　その他の網膜血管閉塞症
  - H34.9　網膜血管閉塞症，詳細不明
- H35　その他の網膜障害
  - H35.0　背景網膜症及び網膜血管変化
  - H35.1　未熟児網膜症
  - H35.2　その他の増殖性網膜症
  - H35.3　黄斑及び後極の変性
  - H35.4　周辺網膜変性
  - H35.5　遺伝性網膜ジストロフィ
  - H35.6　網膜出血
  - H35.7　網膜層の分離
  - H35.8　その他の明示された網膜障害
  - H35.9　網膜障害，詳細不明
- H36　他に分類される疾患における網膜の障害
  - H36.0　 糖尿病(性)網膜症
  - H36.8　他に分類される疾患におけるその他の網膜障害

### (H40-H42)　緑内障
- H40　緑内障
  - H40.0　緑内障の疑い
  - H40.1　原発開放隅角緑内障
  - H40.2　原発閉塞隅角緑内障
  - H40.3　眼の外傷に続発する緑内障
  - H40.4　眼の炎症に続発する緑内障
  - H40.5　その他の眼疾患に続発する緑内障
  - H40.6　薬物による続発緑内障
  - H40.8　その他の緑内障
  - H40.9　緑内障，詳細不明
- H42　他に分類される疾患における緑内障
  - H42.0　内分泌，栄養及び代謝疾患における緑内障
  - H42.8　他に分類されるその他の疾患における緑内障

### (H43-H45)　硝子体及び眼球の障害
- H43　硝子体の障害
  - H43.0　硝子体脱出
  - H43.1　硝子体出血
  - H43.2　硝子体内結晶沈着
  - H43.3　その他の硝子体混濁
  - H43.8　硝子体のその他の障害
  - H43.9　硝子体の障害，詳細不明
- H44　眼球の障害
  - H44.0　化膿性眼内炎
  - H44.1　その他の眼内炎
  - H44.2　変性近視
  - H44.3　眼球のその他の変性性障害
  - H44.4　低眼圧
  - H44.5　眼球の変性病態
  - H44.6　眼内磁性異物残留(陳旧性)
  - H44.7　眼内非磁性異物残留(陳旧性)
  - H44.8　眼球のその他の障害
  - H44.9　眼球の障害，詳細不明
- H45　他に分類される疾患における硝子体及び眼球の障害
  - H45.0　他に分類される疾患における硝子体出血
  - H45.1　他に分類される疾患における眼内炎
  - H45.8　他に分類される疾患における硝子体及び眼球のその他の障害

### (H46-H48)　視神経及び視覚路の障害
- H46　視神経炎
- H47　視神経[第２脳神経]及び視(覚)路のその他の障害
  - H47.0　視神経の障害，他に分類されないもの
  - H47.1　乳頭浮腫，詳細不明
  - H47.2　視神経萎縮
  - H47.3　視神経乳頭のその他の障害
  - H47.4　視(神経)交叉の障害
  - H47.5　その他の視(覚)路の障害
  - H47.6　視覚皮質の障害
  - H47.7　視(覚)路の障害，詳細不明
- H48　他に分類される疾患における視神経[第２脳神経]及び視(覚)路の障害
  - H48.0　他に分類される疾患における視神経萎縮
  - H48.1　他に分類される疾患における球後視神経炎
  - H48.8　他に分類される疾患における視神経及び視(覚)路のその他の障害

### (H49-H52)　眼筋，眼球運動，調節及び屈折の障害
- H49　麻痺性斜視
  - H49.0　第３脳神経[動眼神経]麻痺
  - H49.1　第４脳神経[滑車神経]麻痺
  - H49.2　第６脳神経[外転神経]麻痺
  - H49.3　全(外)眼筋麻痺
  - H49.4　進行性外眼筋麻痺
  - H49.8　その他の麻痺性斜視
  - H49.9　麻痺性斜視，詳細不明
- H50　その他の斜視
  - H50.0　共同性内斜視
  - H50.1　共同性外斜視
  - H50.2　上下斜視
  - H50.3　間欠<歇>性斜視
  - H50.4　その他及び詳細不明の斜視
  - H50.5　斜位
  - H50.6　機械的斜視
  - H50.8　その他の明示された斜視
  - H50.9　斜視，詳細不明
- H51　両眼運動のその他の障害
  - H51.0　共同注視麻痺
  - H51.1　輻輳(開散)不全及び過多
  - H51.2　核間(眼筋)麻痺
  - H51.8　両眼運動のその他の明示された障害
  - H51.9　両眼運動障害，詳細不明
- H52　屈折及び調節の障害
  - H52.0　遠視
  - H52.1　近視
  - H52.2　乱視
  - H52.3　不同視及び不等像視(症)
  - H52.4　老視
  - H52.5　調節の障害
  - H52.6　屈折のその他の障害
  - H52.7　屈折の障害，詳細不明

### (H53-H54)　視機能障害及び盲<失明>
- H53　視覚障害
  - H53.0　廃用性弱視
  - H53.1　自覚的視覚障害
  - H53.2　複視
  - H53.3　両眼視のその他の障害
  - H53.4　視野欠損
  - H53.5　色覚異常
  - H53.6　夜盲
  - H53.8　その他の視覚障害
  - H53.9　視覚障害，詳細不明
- H54　盲<失明>及び低視力
  - H54.0　盲<失明>，両眼
  - H54.1　盲<失明>，片眼，他眼の低視力
  - H54.2　両眼の低視力
  - H54.3　詳細不明の視力障害，両眼
  - H54.4　盲<失明>，片眼
  - H54.5　低視力，片眼
  - H54.6　詳細不明の視力障害，片眼
  - H54.7　詳細不明の視力障害

### (H55-H59)　眼及び付属器のその他の障害
- H55　眼振及びその他の不規則眼球運動
- H57　眼及び付属器のその他の障害
  - H57.0　瞳孔機能異常
  - H57.1　眼痛
  - H57.8　眼及び付属器のその他の明示された障害
  - H57.9　眼及び付属器の障害，詳細不明
- H58　他に分類される疾患における眼及び付属器のその他の障害
  - H58.0　他に分類される疾患における瞳孔機能異常
  - H58.1　他に分類される疾患における視覚障害
  - H58.8　他に分類される疾患における眼及び付属器のその他の明示された障害
- H59　眼及び付属器の処置後障害，他に分類されないもの
  - H59.0　白内障手術に続発する硝子体症候群
  - H59.8　眼及び付属器のその他の処置後障害
  - H59.9　眼及び付属器の処置後障害，詳細不明